# Somewhere in the Stratosphere
Somewhere in the Stratosphere è un album live del gruppo alternative rock statunitense Shinedown. L'album è venduto in edizione 2CD/2DVD: i due CD sono le registrazioni di due concerti live, contenuti in versione video nei due DVD. Il primo CD è la registrazione di un concerto tenuto dalla band a Kennewick, Washington, il 27 agosto 2010, durante il "Carnival of Madness" tour, mentre il secondo CD è una registrazione della tappa a Kansas City del "Anything and Everything" Acoustic tour.
Il titolo dell'album deriva da un verso del brano "Second Chance".

## Tracce

### Disco 1: Live from Washington State (Electric Show)
1. Intro (Scary Fairy) – 1:02 (Tom Jemmott, Brent Smith, Dave Bassett)
2. Sound of Madness – 3:56 (Brent Smith, Dave Bassett)
3. Devour – 3:56 (Brent Smith, Dave Bassett)
4. I Dare You – 3:43 (Brent Smith, Tony Battaglia, Brad Stewart)
5. Cyanide Sweet Tooth Suicide – 3:37 (Brent Smith, Dave Bassett)
6. If You Only Knew – 3:48 (Brent Smith, Dave Bassett)
7. Diamond Eyes (Boom-Lay Boom-Lay Boom) – 5:41 (Brent Smith, Eric Bass, Zach Myers)
8. 45 – 5:17 (Brent Smith, Tony Battaglia)
9. Burning Bright – 3:53 (Brent Smith, Tony Battaglia)
10. Heroes – 3:30 (Brent Smith, Tony Battaglia, Jasin Todd)
11. The Crow & the Butterfly – 4:16 (Brent Smith, Dave Bassett)
12. Her Name Is Alice – 5:05 (Brent Smith, Dave Bassett, Eric Bass)
13. Save Me – 3:31 (Brent Smith, Tony Battaglia)
14. Left Out – 5:54 (Brent Smith, Brad Stewart, Jasin Todd)
15. Simple Man (Lynyrd Skynyrd cover) – 7:35 (Gary Rossington, Ronnie Van Zant)
16. Fly from the Inside – 5:39 (Brent Smith, Bob Marlette)
17. Second Chance – 5:38 (Brent Smith, Dave Bassett)

### Disco 2: Live from Kansas City (Acoustic Show)
1. Heroes – 8:08 (Brent Smith, Tony Battaglia, Jasin Todd)
2. Save Me – 3:40 (Brent Smith, Tony Battaglia)
3. If You Only Knew – 3:55 (Brent Smith, Dave Bassett)
4. Sound of Madness – 4:35 (Brent Smith, Dave Bassett)
5. Shed Some Light – 4:41 (Brent Smith)
6. 45 – 6:12 (Brent Smith, Tony Battaglia)
7. I Dare You – 4:30 (Brent Smith, Tony Battaglia, Brad Stewart)
8. Times Like These (Foo Fighters cover) – 4:07 (Dave Grohl)
9. The Crow & the Butterfly – 4:36 (Brent Smith, Dave Bassett)
10. Burning Bright – 3:56 (Brent Smith, Tony Battaglia)
11. Devour – 3:53 (Brent Smith, Dave Bassett)
12. Call Me – 4:41 (Brent Smith, Dave Bassett)
13. Fly from the Inside – 5:36 (Brent Smith, Bob Marlette)
14. With a Little Help from My Friends (The Beatles cover) – 5:29 (Paul McCartney, John Lennon)
15. Simple Man (Lynyrd Skynyrd Cover) – 6:14 (Gary Rossington, Ronnie Van Zant)
16. Second Chance – 5:06 (Brent Smith, Dave Bassett)

## Formazione
- Brent Smith - voce
- Zach Myers - chitarra, cori
- Eric Bass - basso, pianoforte, chitarra, cori
- Barry Kerch - batteria
- Brandon "The Bear" Alanis - xilofono, percussioni, cori
- Ryan (Zilla) Ashurst - basso
- Alan Price - chitarra, cori

## Classifiche
| Classifica                         | Posizione massima |
| ---------------------------------- | ----------------- |
| Billboard 200                      | 83                |
| Billboard Hard Rock Albums         | 5                 |
| Top Modern Rock/Alternative Albums | 9                 |
| Billboard Top Rock Albums          | 21                |